# 蔡攀龍
蔡攀龍（1738年—1798年），本名奭，字君寵，號躍州，清朝武官官員，福建同安縣綏德鄉翔風里十八都平林（今金門縣金湖鎮瓊林里瓊林）人，係屬同安蔡姓宗親支裔。曾經官至福建陸路、水師提督、江南提督，為金門第一位高階武將，乃金門俗諺「九里三提督，百步一總兵」中的三位提督之一。
其墓為金門縣定古蹟，又據說蔡攀龍為廈門大嶝崎口下村蔡氏的叔祖，為昔日該村「震威殿」主神蔡王爺。

## 生平
蔡攀龍少時家貧，捕魚維生，因力氣頗大，為市場一翁看上，招為女婿並建議其從軍。行伍後因功被提拔為廈門提標千總，分汛玉洲，而當時海盜猖獗於鷺江（廈門）海域，蔡攀龍扮成商人誘捕之，因功升為廈門守備。乾隆四十七年（1782）升閩安左營守備，隔年八月護理金門鎮中軍左營遊擊，四十九年（1784年）升海壇，隔年又調為澎湖右營遊擊。
乾隆五十一年十一月底（1787年1月）臺灣發生林爽文事件，福建巡撫徐嗣曾命蔡攀龍前往支援，蔡攀龍遂於該年十二月十四日（1787年2月1日）率師七百前往臺灣府城，協助平定事件，期間因在收復鳳山一事上立功，被任為臺灣北路協副將。事後因戰功被升為海壇鎮總兵，不久又改任臺灣鎮總兵，隨即又升為福建陸路提督，賜「健勇巴圖魯」名號，畫像於紫光閣（平臺二十功臣），賞戴花翎，並擢署福建水師提督，不久又補授陸路提督兼命參贊大臣。
後來又署江南總督，後因讒降調江南狼山鎮總兵，嘉庆三年（1798年）七月卒於任上。蔡攀龍逝世後葬於金門徑林（今太武山腳翠谷武揚道旁），蔡新曾為其作墓誌銘。

## 延伸阅读
[在维基数据编辑]
 《清史稿·卷328》，出自趙爾巽《清史稿》
 在维基共享资源阅览影像